# Trapné povídky
Soubor Trapné povídky se skládá z devíti povídkových próz autora Karla Čapka. Dílo bylo poprvé vydáno v roce 1921. Všechny povídky pojí opět filozofické zamyšlení nad dvojí tváří člověka a smutnění nad lidským osudem.

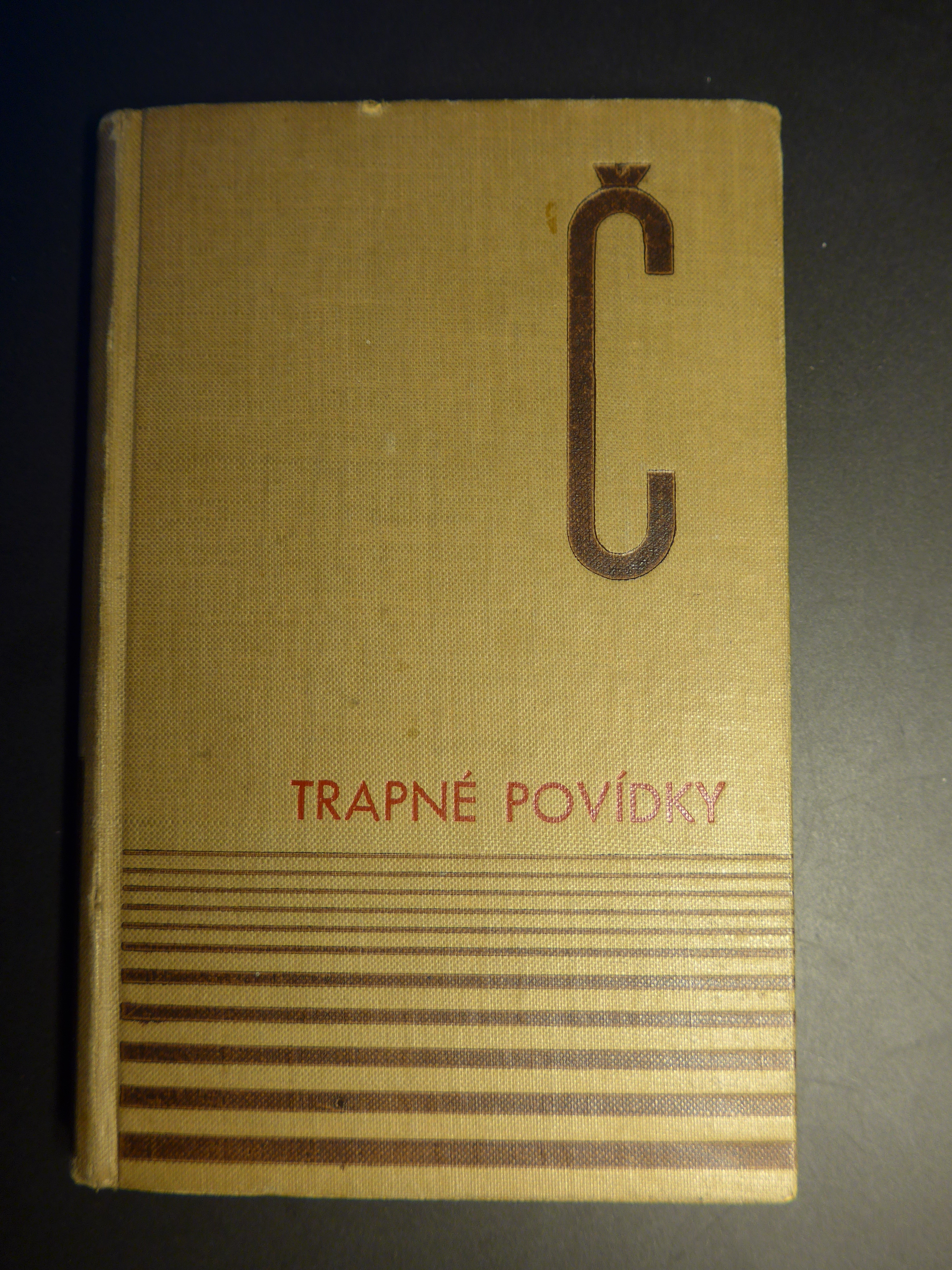
Vazba knihy Trapné povídky od Josefa Čapka, 1921

## Povídky
- Povídka Otcové vypráví o otcovské lásce. Otec chodí pravidelně s dcerou na procházky. Dcerka však onemocní a umírá. Otci na těžké situaci nepřidává ani fakt, že mu jeho žena byla nevěrná a on je nevlastním otcem děvčete. Všichni ve městě to vědí a posmívají se mu. Jeho lásku k dívence to však nezničí.
- Tři
- Helena
- V povídce Na zámku je ústřední postavou vychovatelka Olga. Avšak nenalezla ve své práci a ani hraběcí rodině žádné štěstí. Děti, které vychovává, ji neposlouchají a dělají naschvály. Jednoho dne se rozhodne, že takto dál žít nemůže a že se vrátí do rodného domu ke svým rodičům. V den, kdy své rozhodnutí chce oznámit hraběti, dostane dopis od matky, která píše špatnou zprávu. Otec je nemocný, její příjezd a fakt, že je jeho dcera bez práce, by špatně nesl. Olga zůstává nadále nešťastnou vychovatelkou. Povídku psal Čapek na základě vlastních zkušeností z práce vychovatele šlechtického synka na zámku Chyše.
- Peníze
- Surovec je povídkou o továrníkovi Pelikánovi, který veškerý čas tráví v práci a jeho žena se cítí doma osamocena. Paní Pelikánová se jednou seznámí s panem Ježkem (Pelikánův kamarád z gymnázia). Samozřejmě, že se tato dvojice do sebe zamiluje. Manžel se o tom doví a není si jist, zda se má se ženou rozvést, nechat ji jít za štěstí a chudobou, nebo s ní zůstat a dopřávat ji luxus, na který byla zvyklá. Rozhodne se, že jí odpustí a Ježkovi zakáže se s ní stýkat.
- Košile
- Uražený
- Tribunál